# Copa del Rey de baloncesto 1998
La 62.ª edición de la Copa del Rey de baloncesto se disputó en el Polideportivo Pisuerga de Valladolid desde el 30 de enero al 2 de febrero de 1998. Fue la segunda edición disputada en Valladolid y el Pamesa Valencia se proclamó campeón por primera vez en su historia.
Los equipos participantes fueron: Fórum Valladolid, Real Madrid, TAU Cerámica, Pamesa Valencia, TDK Manresa, FC Barcelona, Joventut Badalona y Estudiantes.

## Cuadro de partidos
|  | Cuartos de final          | Cuartos de final          |                   |                  | Semifinales  | Semifinales  |  |                 | Final        | Final        |  |
|  | 29 de enero y 31 de enero | 29 de enero y 31 de enero |                   |                  | 1 de febrero | 1 de febrero |  |                 | 2 de febrero | 2 de febrero |  |
|  |                           |                           |                   |                  |              |              |  |                 |              |              |  |
|  |                           |                           |                   |                  |              |              |  |                 |              |              |  |
|  | Fórum Valladolid          | 75                        |                   |                  |              |              |  |                 |              |              |  |
|  | Fórum Valladolid          | 75                        |                   |                  |              |              |  |                 |              |              |  |
|  | Real Madrid               | 73                        |                   |                  |              |              |  |                 |              |              |  |
|  | Real Madrid               | 73                        |                   | Fórum Valladolid | 73           |              |  |                 |              |              |  |
|  |                           |                           |                   | Fórum Valladolid | 73           |              |  |                 |              |              |  |
|  |                           |                           | Pamesa Valencia   | 78               |              |              |  |                 |              |              |  |
|  | TAU Cerámica              | 64                        | Pamesa Valencia   | 78               |              |              |  |                 |              |              |  |
|  | TAU Cerámica              | 64                        |                   |                  |              |              |  |                 |              |              |  |
|  | Pamesa Valencia           | 72                        |                   |                  |              |              |  |                 |              |              |  |
|  | Pamesa Valencia           | 72                        |                   |                  |              |              |  | Pamesa Valencia | 89           |              |  |
|  |                           |                           |                   |                  |              |              |  | Pamesa Valencia | 89           |              |  |
|  |                           |                           | Joventut Badalona | 75               |              |              |  |                 |              |              |  |
|  | Joventut Badalona         | 86                        | Joventut Badalona | 75               |              |              |  |                 |              |              |  |
|  | Joventut Badalona         | 86                        |                   |                  |              |              |  |                 |              |              |  |
|  | FC Barcelona              | 85                        |                   |                  |              |              |  |                 |              |              |  |
|  | FC Barcelona              | 85                        |                   | TDK Manresa      | 70           |              |  |                 |              |              |  |
|  |                           |                           |                   | TDK Manresa      | 70           |              |  |                 |              |              |  |
|  |                           |                           | Joventut Badalona | 82               |              |              |  |                 |              |              |  |
|  | Estudiantes               | 82                        | Joventut Badalona | 82               |              |              |  |                 |              |              |  |
|  | Estudiantes               | 82                        |                   |                  |              |              |  |                 |              |              |  |
|  | TDK Manresa               | 87                        |                   |                  |              |              |  |                 |              |              |  |
|  | TDK Manresa               | 87                        |                   |                  |              |              |  |                 |              |              |  |
|  |                           |                           |                   |                  |              |              |  |                 |              |              |  |

## Final
| 2 de febrero de 1998, 20:30 | Pamesa Valencia                                                  | 89–75                              | Pinturas Bruguer Badalona                            | |  |
| 20:30 GTM+1                 | Marcador por tiempos: 42-41, 47–34                               | Marcador por tiempos: 42-41, 47–34 | Marcador por tiempos: 42-41, 47–34                   | |  |
|                             | Estadísticas Swinson 19 Rodilla 7 Luengo, Radunović 3 Swinson 21 | Reporte Pts Reb Asts Val           | Estadísticas Espinosa 15 Beard 11 Turner 8 Turner 19 | Pabellón: Pabellón Polideportivo Pisuerga, Valladolid Asistencia: 5,000 espectadores Árbitros: De la Maza, García Ortiz, Arteaga |  |

| Campeones de la Copa del Rey 1998 |
| --------------------------------- |
| Pamesa Valencia 1.º título        |

## MVP de la Copa
- Nacho Rodilla